# Liste der Landschaftsschutzgebiete in Mannheim
Im Stadtkreis Mannheim gibt es 17 Landschaftsschutzgebiete. Nach der Schutzgebietsstatistik der Landesanstalt für Umwelt, Messungen und Naturschutz Baden Württemberg (LUBW) stehen 4.102,24 Hektar Fläche des Stadtkreises unter Landschaftsschutz, das sind 28,30 Prozent.
| Name                                | Bild | Kennung                  | Einzelheiten | Position | Fläche Hektar | Datum         |
| ----------------------------------- | ---- | ------------------------ | --- | -------- | ------------- | ------------- |
| Friesenheimer Insel                 |      | 2.22.001 WDPA: 320911    | Mannheim Von baulich-gewerblich-industrieller Nutzung noch freier Teil der Insel; naturnahes Erscheinungsbild, mit ökologischer Funktion und Bedeutung als stadtgliedernder Frei- und Erholungsraum; mit stadtökologischer Funktion, wie Klimasteuerung und Luftregeneration. | ⊙        | 124,1         | 15. Feb. 1979 |
| Schwetzinger Wiesen                 |      | 2.22.004 WDPA: 324508    | Mannheim Ökologisch notwendiger Ergänzungsraum für die im Naturschutzgebiet "Backofen-Riedwiesen" lebende Tierwelt. | ⊙        | 1,2           | 16. Nov. 1984 |
| Käfertaler Wald                     |      | 2.22.005 WDPA: 322026    | Mannheim Kiefern- und Mischwald auf Hochterrasse und Dünen; stadtnaher Erholungswald. | ⊙        | 1.274,6       | 29. Sep. 1975 |
| Waldpark                            |      | 2.22.006 WDPA: 325614    | Mannheim Das Landschaftsschutzgebiet „Waldpark“ umfasst die nicht als Naturschutzgebiet geschützten Bereiche der Rheinaue westlich von Neckarau. Das Schutzgebiet stellt eine wichtige Pufferzone für die beiden Naturschutzgebiete „Reißinsel“ und „Bei der Silberpappel“ dar. Das Gebiet ist geprägt durch die naturnahe Vegetation und durch regelmäßige Überschwemmungen des Rheines. | ⊙        | 149,6         | 2. Mai 1975   |
| Ballauf-Wilhelmswörth               |      | 2.22.007 WDPA: 319774    | Mannheim Rheinauenlandschaft als ökologischer Ausgleichsraum inmitten eines industriellen Ballungsgebietes zur Sicherung von Freiraum als Erholungsgebiet. | ⊙        | 42,8          | 18. Juni 1980 |
| Sandtorfer Bruch                    | BW   | 2.22.008 WDPA: 324098    | Mannheim Kulturlandschaft, die in ihren Erscheinungsformen so zu erhalten und in ihrer Entwicklung zu steuern ist, dass die Leistungsfähigkeit des Naturhaushaltes, die nachhaltige Nutzbarkeit der Naturgüter und die Schönheit, Vielfalt und Eigenart der Landschaft als Lebens- und Erholungsraum langfristig bewahrt und gefördert werden.                                            | ⊙        | 528,6         | 16. Juli 1984 |
| Egelwasser                          | BW   | 2.22.009 WDPA: 320499    | Mannheim Die letzten noch freien Teile der Auenniederung des Neckars mit ökologisch wertvollen Biotopstrukturen, zur Sicherung eines ausgewogenen Naturhaushaltes insbesondere im Hinblick auf das Stadtklima; Erholungsgebiet. | ⊙        | 24,9          | 24. Nov. 1984 |
| Südöstlich der Ilvesheimer Schlinge | BW   | 2.22.010 WDPA: 325325    | Mannheim Puffer- und Ausgleichsraum für die Naturschutzgebiete "Unterer Neckar". | ⊙        | 4,8           | 17. Dez. 1986 |
| Westlich der Ilvesheimer Schlinge   | BW   | 2.22.011 WDPA: 325326    | Mannheim Puffer- und Ausgleichsraum für die Naturschutzgebiete "Unterer Neckar". | ⊙        | 54,9          | 17. Dez. 1986 |
| Mannheimer Neckaraue                |      | 2.22.012 WDPA: 325322    | Mannheim Puffer- und Ausgleichsraum für die Naturschutzgebiete "Unterer Neckar". | ⊙        | 134,9         | 17. Dez. 1986 |
| Feudenheimer Au                     | BW   | 2.22.013 WDPA: 320792    | Mannheim Die letzten, noch freien Teile der Feudenheimer Au sollen durch Schaffung von Hecken, Feldgehölzen, Einzelbäumen und Feuchtgebieten so gefördert werden, dass die Leistungsfähigkeit des Naturhaushaltes und der Erholungswert gewährleistet ist. | ⊙        | 45,3          | 28. Dez. 1988 |
| Unterer Dossenwald                  |      | 2.22.014 WDPA: 325321    | Mannheim Größtenteils bewaldete nacheiszeitliche Binnendünen, Waldränder, aber auch offene Feld- und Wiesenflur mit Hecken und Gehölzstreifen, Böschungs- und Dammwiesen; ökologisch wertvolle Biotopstrukturen und Lebensstätten für die gefährdete und schützenswerte Pflanzen- und Tierwelt; wichtige Funktion als Grundwasserspeicher und für das Stadtklima von Mannheim.            | ⊙        | 770,3         | 17. Dez. 1986 |
| Markgrafenacker                     |      | 2.22.015 WDPA: 322903    | Mannheim Kulturlandschaft mit Hecken, Feldgehölzen, Einzelbäumen, Saumbiotopen, Straßen- und Wegebanketten und Ackerrandstreifen; Freiraum als Erholungslandschaft; überörtlicher Grünzug. | ⊙        | 389,4         | 25. Nov. 1995 |
| Weidenbergel                        | BW   | 2.22.016 WDPA: 325692    | Mannheim Siedlungsnahe Kulturlandschaft, die mittels Biotopvernetzung, in Verbindung mit den benachbarten wertvollen Arealen erhalten und entwickelt werden; Lebens- und Erholungsraum für die Bevölkerung. | ⊙        | 79,0          | 29. Mai 1998  |
| Langgewann                          | BW   | 2.22.017 WDPA: 322518    | Mannheim Siedlungsnahe Kulturlandschaft, die mittels Biotopvernetzung erhalten und entwickelt werden soll; Kaltluftentstehungsgebiet und Frischluftschneise; Lebens- und Erholungsraum für die Bevölkerung. | ⊙        | 68,0          | 28. Apr. 1999 |
| Straßenheimer Hof                   |      | 2.22.018 WDPA: 378700    | Mannheim Das Gebiet wird intensiv landwirtschaftlich genutzt. Im Zuge der Umsetzung des Domänenschutzkonzeption des Landes Baden-Württemberg wurden im Jahre 1993 im Norden Feldholzinseln und Hecken angelegt. Als besonderes Schutzziel wurde die Erhaltung und Förderung der einheimischen Feldhamsterpopulation festgelegt.                                                           | ⊙        | 401,9         | 19. Jan. 2007 |
| Ehemalige Rheinau-Kaserne           | BW   | 2.22.019 WDPA: 555740202 | Mannheim Ehemaliges Kasernengelände mit wertvollen Offenlandbiotopen. | ⊙        | 8,0           | 12. Nov. 2020 |
| Legende für Landschaftsschutzgebiet |      |                          | |          |               |               |